# Bandera budista
La bandera budista representa mundialmente la religión budista y simboliza, a su vez, paz y fe.

## Historia
Fue diseñada en 1880 por el Comité Colombo, en Colombo, Sri Lanka. Dicho comité, estaba compuesto por las siguientes personas:
- Ven. Hikkaduwe Sri Sumangala Thera - Presidente;
- Ven. Migettuwatte Gunananda Thera;
- Don Carolis Hewavitharana, padre de Anagarika Dharmapala;
- Andiris Perera Dharmagunawardhana, abuelo materno de Anagarika Dharmapala;
- William de Abrew;
- Charles A. de Silva;
- Peter de Abrew;
- H. William Fernando;
- N. S. Fernando;
- y Carolis Pujitha Gunawardena - Secretaria.

Posteriormente, el Coronel Henry Steele Olcott, periodista estadounidense fundador y primer presidente de la Sociedad Teosófica, propuso modificaciones, las cuales en última instancia fueron adoptadas.
La bandera fue izada por primera vez en 1885 en Colombo, Sri Lanka.

## Significado
Los cinco colores representados, hacen alusión a los que emanaron del cuerpo de Buda cuando alcanzó la iluminación.
     El azul, que emanó del cabello de Buda, simboliza la Compasión Universal por todos los seres vivientes.
     El amarillo, que irradió de su piel, simboliza el Camino medio que conlleva al balance y liberación.
     El rojo, irradiado de su carne, representa la bendición de las enseñanzas de Buda.
     El blanco, que se desprendió de los huesos y dientes de Buda, simboliza la liberación y pureza de sus enseñanzas; la pureza del Dharma.
     El naranja, que emanaron sus palmas, talones y labios, representa la inquebrantable Sabiduría de las enseñanzas de Buda. 
Los colores en su conjunto, simbolizan la verdad que, según sus seguidores, contienen las enseñanzas de Buda.